# Políarc
Políarc (en llatí Polyarchus, en grec antic Πολύαρχος) era un metge grec que menciona Appuleu Cels i que va viure probablement al segle i o al final del segle I aC.
Va escriure un llibre de farmàcia i Galè, Aeci, també Marcel i Paule Egineta parlen diverses vegades de les seves prescripcions i receptes. Només resten alguns fragments dels seus escrits.